# Cazados
Cazados fue una serie de televisión de comedia dramática argentina emitida por América TV. La serie gira en torno a Mariano, un director técnico que es diagnosticado con cáncer de hígado y decide casarse con su mejor amigo para que sus hijos queden bajo su cuidado. Estuvo protagonizada por Damián De Santo, Naím Sibara, Ximena Fassi, Erika de Sautu Riestra, Willy Lemos, Clara Franco y Silvia Montanari. Fue estrenada el martes 6 de enero de 2015.

## Sinopsis
La serie cuenta la historia de Mariano (Damián De Santo), un exjugador de fútbol que ha logrado renombre y dinero, sin embargo, en el día que se cumple el quinto aniversario del fallecimiento de su esposa Paula es diagnosticado con cáncer de hígado, por lo que le queda entre 6 meses y 1 año de vida. Ante esta situación, Mariano decide guardar el secreto a sus hijos para no preocuparlos, y asimismo le propone a su mejor amigo Eugenio (Naím Sibara) que se case con él para que pueda salir de sus problemas económicos y para que los hijos de ambos queden bajo su cuidado y el de Mollo (Clara Franco).

## Elenco

### Principal
- Damián De Santo como Mariano Pereda
- Naím Sibara como Eugenio Sosa
- Ximena Fassi como Sandra Gascón
- Erika de Sautu Riestra como Patricia Céspedes
- Willy Lemos como Viviana Villa Crespo (nombre real Gerardo Alzamendi)
- Clara Franco como Mollo
- Silvia Montanari como Teresa Varela Iturralde

### Recurrente
- Vito Schiavone como Dante Sosa
- Antonella Magrino como Sofía Pereda
- Juan Cappi como Pablo Pereda
- Guillermo Marcos como Julio
- Raúl Biaggioni como "Gordo"
- Fabio Aste como Alejandro Varela
- Alejandro Müller como Alejandro Zabala

### Invitados
- Alejandra Maglietti como Mara
- Ariel Casas como Adrián "Tano" Petrelli
- Valeria Giorcelli como Inés Vega
- Carlos Drutman como Rossi
- Melody Guerra como Melody
- Daniel Kargieman como Perduti
- Marcela Baños como Ella misma
- Gustavo Shiappe como Marcos Ávila Morón
- Gabriel Daneri como Abogado Amaya
- Fernando Pardo como Juez
- Ricardo Ángel Tauro como "Filo"
- Santiago García Rosa como Rodrigo Alzamendi
- Verónica Segura como Álex
- Emilio Disi como Gerard
- Norma Acosta como Dora

## Episodios
| N.º | Título        | Dirigido por     | Escrito por       | Fecha de emisión original | Audiencia (millones) |
| --- | ------------- | ---------------- | ----------------- | ------------------------- | -------------------- |
| 1   | «Episodio 1»  | Leonardo Bechini | Javier De Nevares | 6 de enero de 2015        | 2.4                  |
| 2   | «Episodio 2»  | Leonardo Bechini | Javier De Nevares | 8 de enero de 2015        | 1,6                  |
| 3   | «Episodio 3»  | Leonardo Bechini | Javier De Nevares | 13 de enero de 2015       | —                    |
| 4   | «Episodio 4»  | Leonardo Bechini | Javier De Nevares | 15 de enero de 2015       | —                    |
| 5   | «Episodio 5»  | Leonardo Bechini | Javier De Nevares | 20 de enero de 2015       | 1,1                  |
| 6   | «Episodio 6»  | Leonardo Bechini | Javier De Nevares | 22 de enero de 2015       | —                    |
| 7   | «Episodio 7»  | Leonardo Bechini | Javier De Nevares | 27 de enero de 2015       | 1,5                  |
| 8   | «Episodio 8»  | Leonardo Bechini | Javier De Nevares | 29 de enero de 2015       | —                    |
| 9   | «Episodio 9»  | Leonardo Bechini | Javier De Nevares | 3 de febrero de 2015      | 1,5                  |
| 10  | «Episodio 10» | Leonardo Bechini | Javier De Nevares | 5 de febrero de 2015      | 1,2                  |
| 11  | «Episodio 11» | Leonardo Bechini | Javier De Nevares | 10 de febrero de 2015     | 1,6                  |
| 12  | «Episodio 12» | Leonardo Bechini | Javier De Nevares | 12 de febrero de 2015     | 1,6                  |
| 13  | «Episodio 13» | Leonardo Bechini | Javier De Nevares | 17 de febrero de 2015     | 1,3                  |

## Recepción

### Comentarios de la crítica
En una reseña para el diario Clarín, Silvina Lamazares comentó que la historia de la serie «hace agua por varios lados», pero destacó que la ficción «flota gracias al oficio del actor protagonista», refiriéndose a De Santo y que Naím aporta «frescura con un personaje muy pintoresco dentro de la trama». Además, escribió que la insistencia de mencionar que el protagonista es viudo hace 5 años y que el personaje de Lemos es trans fue la base «de uno de los problemas del primer capítulo» y que «no hubo margen para la sorpresa».